# جووانا استوانوویچ
جووانا استوانوویچ (انگلیسی: Jovana Stevanović؛ زادهٔ ۳۰ ژوئن ۱۹۹۲) بازیکن والیبال اهل صربستان است.